# Àliga de Gràcia
L'Àliga de Gràcia és una figura del seguici popular de la Vila de Gràcia. L'àliga, com a component del seguici popular català, és una figura extreta de l'antic Corpus, en què històricament representava sant Joan Evangelista i acompanyava la custòdia. Actualment, simbolitza la ciutadania associada a una entitat municipal i és una figura principal en els seguicis d'arreu del territori.
L'Àliga de Gràcia apareix a tots els actes que el Protocol festiu de Gràcia marca de presència obligada del seguici festiu de la vila: Foguerons de Sant Antoni (finals de gener), Festa de Sant Medir (mitjan febrer), Cloenda del Tradicionàrius (abril) i Festa major de Gràcia. Al marge d'aquests actes protocol·laris, també fa el ball d'honor al lliurament dels Premis Vila de Gràcia (abril) i participa en la desfeta de les catifes florals per Corpus.

## Història i descripció

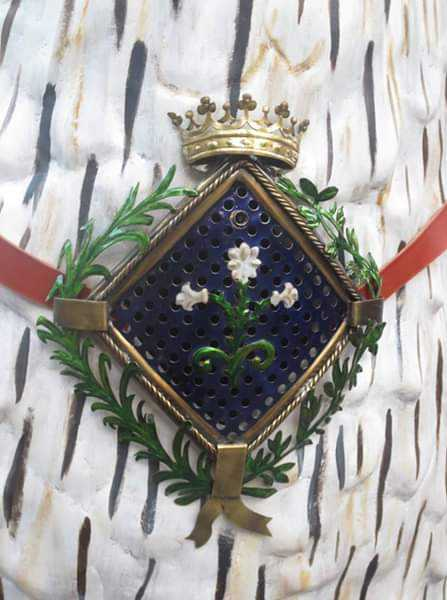
Escut de l'Àliga de Gràcia

L'Àliga de Gràcia neix l'any 2018 fruit de l'impuls de tres persones: Jordi Guilera, Guillem Roma i Josep Maria Contel. La figura és de titularitat municipal i la gestiona l'Associació l'Àliga de Gràcia, associació cultural creada a aquest efecte. És membre de la Coordinadora de Colles de Cultura Popular de Gràcia i entitat resident del Centre Cultural La Violeta.
L'Àliga es va estrenar el matí del 15 d'agost de 2018 a la plaça de la Vila de Gràcia, per festa major. És obra de Jordi Grau i es va construir al Taller el Drac Petit, de Terrassa. Està inspirada en l'àliga perdiguera o cuabarrada, espècie pròpia de la serralada de Collserola, i és una figura realista i poc allunyada de l'animal original. Està construïda en cartró pedra i duu corona i escut de llautó, elaborats al taller Lacedemon, a Múrcia.

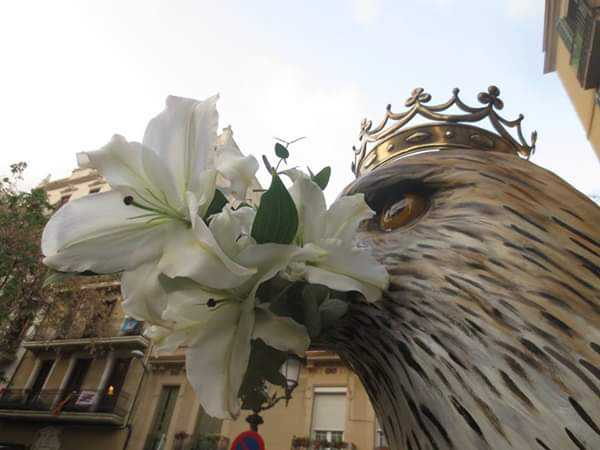
Ram de tres lliris blancs naturals que duu sempre l'Àliga de Gràcia al bec

Sempre que l'Àliga actua és prescriptiu que dugui al bec un ram de tres lliris naturals, que són el símbol de la Vila de Gràcia. En el cas que balli per a una autoritat o figura rellevant (com ara un pregoner), se li lliura el ram en honor seu. Els membres de l'entitat exerceixen una de les tres funcions específiques necessàries per dur a terme l'activitat: portador, puntal o músic. El vestuari és protocol·lari i està compost per camisa marró, pantaló de color pedra, faixa negra, mitjons blancs i espardenyes.
Els instruments musicals que acompanyen l'Àliga de Gràcia són la tarota, el flabiol, el sac de gemecs, la caixa i el timbal fondo. Pel que fa a la música pròpia de la figura, l'Àliga té quatre balls protocol·laris, entre els quals destaca el primer i principal, el ball de l'Àliga de Gràcia (amb música de Fernando Landín i coreografia d'Òscar Garcia). Els altres són l'Arribada de l'Àliga i el Vol de l'Àliga (del mateix autor) i el segon ball protocol·lari de plaça, l'Entrada de ball (melodia tradicional amb coreografia de Laura Roig).